# Marko Verginella
Marko Verginella (* 6. Juni 1978 in Maribor, SR Slowenien) ist ein ehemaliger italienisch-slowenischer Basketballspieler. Der frühere slowenische Junioren-Nationalspieler spielte professionell zunächst für Klubs in seiner slowenischen Heimat, bevor ab 1999 in der Schweiz, kurzzeitig in Russland, Deutschland und in Italien seine Karriere fortsetzte. Mit den Starwings Basket Regio Basel wurde Verginella 2010 Schweizer Cupsieger.

## Karriere
Verginella gehörte dem Kader des dominierenden slowenischen Serienmeisters KK Olimpija an, für den er seine ersten Spiele im Herrenbereich absolvierte. Als Smelt Olimpija 1997 das Final-Four-Turnier der FIBA Europaliga erreichte, blieb Verginella jedoch ohne Einsatz in diesem Wettbewerb. Stattdessen wurde Verginella zur folgenden Saison an KK ZM Ovni aus seiner Heimatstadt ausgeliehen, mit dem er auch international im Korać-Cup 1997/98 spielte. ZM Ovni verlor jedoch alle sechs Spiele in diesem Wettbewerb, davon auch zwei gegen den deutschen Vertreter HERZOGtel Trier. In der nationalen Meisterschaft verlor man in der ersten Play-off-Runde. Anschließend gewann Verginella mit der slowenischen Juniorenauswahl nach der Finalniederlage gegen die Bundesrepublik Jugoslawien eine Silbermedaille bei der Endrunde der U22-Europameisterschaft. Zur folgenden Saison blieb Verginella in seiner Heimatstadt und wechselte zum Lokalrivalen AKK Branik, der auf dem vorletzten Tabellenplatz am Saisonende den Abstieg zunächst durch Fusion mit ZM Maribor vermied.
Verginella spielte in der Saison 1999/2000 seine erste Saison im Ausland beim Schweizer Meister Olympic aus Freiburg im Üechtland. Dieser verlor jedoch seinen Titel an die Lugano Snakes. Für die Premierensaison der EuroLeague 2000/01 wurde Verginella vom russischen Vertreter Lions aus Sankt Petersburg verpflichtet. Dieser spielte jedoch ohne Konzession des russischen Verbandes, der den Konkurrenzwettbewerb zur Suproleague der FIBA boykottierte. Ohne Anbindung an einen nationalen Verband war die Saison für die Mannschaft nach nur zwei Siegen in zehn Vorrundenspielen nach der Vorrunde dieses Wettbewerbs beendet. Verginella war in acht Spielen bis Ende des Jahres eingesetzt und wechselte im neuen Jahr zum deutschen Erstligisten StadtSport aus Braunschweig, der nach einer Beinahe-Insolvenz und daraus resultierenden Personalrochade noch den Einzug in die Play-offs der Basketball-Bundesliga 2000/01 erreichte. Nach dem Ausscheiden in der ersten Runde im Viertelfinale gegen den späteren Vizemeister Telekom Baskets Bonn verpasste man als Hauptrunden-Zwölfter der Basketball-Bundesliga 2001/02 die Qualifikation für die Finalrunde um die deutsche Meisterschaft. Zudem war Verginella wie zwei Jahre zuvor mit Fribourg Olympic auch mit den Braunschweigern am Einzug in die Hauptrunde des Korać-Cup gescheitert. In der Relegationsrunde der Bundesliga konnten sich die Braunschweiger noch auf den zehnten Platz verbessern und den Klassenerhalt sichern. In der Saison 2002/03 spielte Verginella wieder in der Schweizer Basketball-Nationalliga im Tessin für Meister Snakes aus Lugano. Nach drei Meisterschaften in Folge war der Verein, der sich auch international in der EuroLeague versucht hatte, finanziell am Ende und musste den Titel dem BC Boncourt überlassen. Stattdessen wurden die Snakes am Saisonende liquidiert.
Zur Saison 2003/04 wurde Verginella vom deutschen Meister Alba aus Berlin Mitte Oktober 2003 nachverpflichtet, der ihn wieder im höchstrangigen europäischen Vereinswettbewerb EuroLeague 2003/04 einsetzte. Neben zwei Einsätzen in diesem internationalen Wettbewerb kam Verginella noch auf acht Einsätze in der Basketball-Bundesliga 2003/04, bevor Trainer Emir Mutapcic nach Albas Ausscheiden aus der Euroleague nach nur drei Siegen in 14 Spielen auf seine weiteren Dienste verzichtete. Stattdessen wechselte Verginella zum Ligakonkurrenten EWE Baskets aus Oldenburg, mit dem er als Vierter in die Play-off-Finalrunde einzog. Hier verlor man ohne eigenen Sieg gegen GHP Bamberg, der anschließend im Halbfinale Serienmeister Alba Berlin entthronte. In der Saison 2004/05 spielte Verginella dann erstmals in Italien, dessen Staatsbürgerschaft er ebenfalls besitzt. Bei Snaidero aus Udine im Friaul an der Grenze zu Slowenien wurde er wie in Berlin und Oldenburg zuvor als Rotationsspieler mit einer Einsatzzeit von durchschnittlich knapp 15 Minuten pro Spiel in der Lega Basket Serie A eingesetzt. Die Leistungen der Mannschaft stagnierten gegenüber der Vorsaison und man erreichte auf dem 15. und viertletzten Tabellenplatz mit einem Sieg Vorsprung den Klassenerhalt. Zur folgenden Saison wechselte Verginella zum Ligakonkurrenten Viola in den Süden nach Reggio Calabria, der als Vorletzter nur durch den Ausschluss von Scavolini Pesaro den Klassenerhalt erreicht hatte. Dieser Klassenerhalt gereichte der Mannschaft nicht zum Vorteil, denn die Mannschaft war nunmehr endgültig nicht mehr konkurrenzfähig und erreichte nur drei Siege in 34 Saisonspielen, was als Tabellenletzter im Abstieg resultierte.
In der Saison 2006/07 spielte Verginella in der zweiten italienischen Spielklasse Legadue aber nicht für Viola, sondern für den Verein Indesit aus Fabriano. Im Januar 2007 wechselte er zum Ligakonkurrenten NSB Rieti aus Neapel in Kampanien, mit dem er den Ligapokal und die Meisterschaft dieser Spielklasse gewann. Nach dem Aufstieg der Süditaliener blieb Verginella jedoch der Legadue treu und spielte in der Saison 2007/08 beim vormaligen 13. und Viertletzten Dinamo Basket aus Sassari auf Sardinien. Nach dem Wiederaufstieg 2003 erreichten die Sarden mit Verginella 2008 auf dem dritten Platz ihre bis dahin beste Platzierung, blieben aber in der ersten Play-off-Runde um den verbleibenden Aufstiegsplatz gegen Aurora Fileni Jesi sieglos. In der folgenden Saison kehrte Verginella 2009 noch einmal nach Lugano zurück, wo die mittlerweile als Tigers firmierende Mannschaft die Finalserie gegen SAV Basket aus Vacallo verlor und einen weiteren Titelgewinn verpasste. Ein Jahr später heuerte Verginella im Januar 2010 in Birsfelden bei den Starwings Basket Regio Basel an, die den Pokalwettbewerb gegen Titelverteidiger SAV Basket gewannen, aber in der Halbfinalserie der Meisterschaft gegen Verginellas frühere Mannschaft und neuen Titelgewinner Lugano Tigers ausschieden. Zu seinem Karriereabschluss war Verginella in der Saison 2011/12 bei seinem Stammverein AKK Branik noch einmal in der zweithöchsten slowenischen Spielklasse gemeldet.